# Фонсом
Фонсо́м (фр. Fonsomme) — коммуна во Франции, находится в регионе Пикардия. Департамент коммуны — Эна. Входит в состав кантона Сен-Кантен-2. Округ коммуны — Сен-Кантен.
Код INSEE коммуны — 02319.

## Население
Население коммуны на 2010 год составляло 535 человек.
| 1962 | 1968 | 1975 | 1982 | 1990 | 1999 | 2010 |
| ---- | ---- | ---- | ---- | ---- | ---- | ---- |
| 564  | 564  | 538  | 494  | 545  | 554  | 535  |

## Экономика
В 2010 году среди 362 человек трудоспособного возраста (15—64 лет) 237 были экономически активными, 125 — неактивными (показатель активности — 65,5 %, в 1999 году было 65,5 %). Из 237 активных жителей работали 197 человек (116 мужчин и 81 женщина), безработных было 40 (24 мужчины и 16 женщин). Среди 125 неактивных 36 человек были учениками или студентами, 39 — пенсионерами, 50 были неактивными по другим причинам.